# Buenaventura Durruti
José Buenaventura Durruti Domínguez (León, 14 de julio de 1896-Madrid, 20 de noviembre de 1936) fue un sindicalista y revolucionario anarquista español. Durruti fue una de las figuras más relevantes del anarquismo español y de la organización sindical CNT. Falleció a comienzos de la guerra civil española luchando en el bando republicano al frente de una formación de milicianos conocida en su nombre como columna Durruti.

## Biografía

### Primeros años

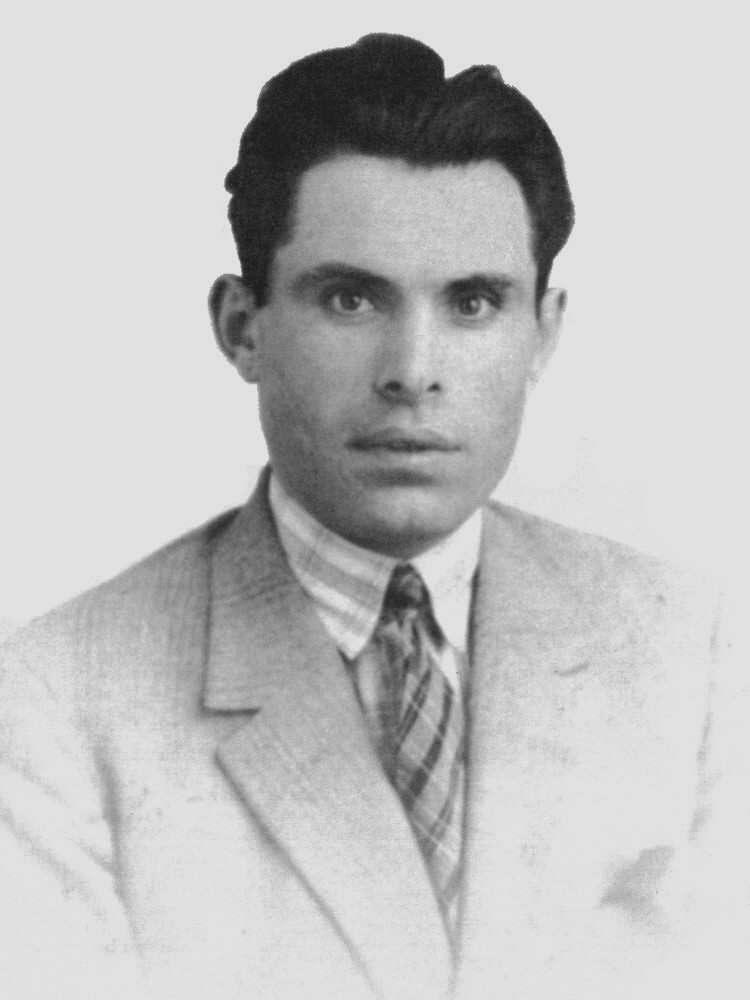
Durruti entre 1910-1930

Durruti nace en León el 14 de julio de 1896, siendo el segundo de los ocho hijos del matrimonio entre Santiago Durruti, un trabajador ferroviario, y Anastasia Domingo. Santa Ana, el barrio donde vive desde pequeño, es un lugar modesto, de casas pequeñas y viejas habitadas por los obreros de la ciudad. Hasta los ocho años de edad asiste a la escuela de la calle de la Misericordia. La huelga de curtidores que tuvo lugar en León en 1903, que se prolonga nueve meses, afecta mucho económicamente a la familia de Buenaventura Durruti, por lo que él y sus hermanos pasan a la modesta escuela de Ricardo Fanjul. Sobre su infancia, escribiría Durruti en 1927 a su hermana Rosa: «Desde mi más tierna edad, lo primero que vi a mi alrededor fue el sufrimiento, no sólo de nuestra familia, sino también de las de nuestros vecinos. Por intuición, yo ya era un rebelde. Creo que entonces se decidió mi destino».
En 1910, a los catorce años, abandona los estudios y entra como aprendiz de mecánico en el taller de Melchor Martínez, un socialista que tenía en León cierta fama de revolucionario. Durante dos años, Melchor Martínez le enseña los rudimentos de la mecánica y del socialismo. Cuando considera que no tiene nada más que pueda enseñarle, Durruti se traslada al taller de Antonio Mijé, especializado en el montaje de lavadoras mecánicas para el lavado de minerales extraídos de las minas. En 1913, siendo ya tornero de segunda clase, se afilia a la Unión de Metalúrgicos, asociación adscrita a la Unión General de Trabajadores, pero poco tiempo después comenzaría su desencanto ante los consejos de moderación de los dirigentes durante las reuniones celebradas.
La neutralidad española durante la Primera Guerra Mundial impulsa la industria y economía españolas, ya que ambos bandos recurren a España para obtener materias primas y productos manufacturados. El trabajo en las minas aumenta y envían a Durruti, junto con otros obreros, a la localidad de Matallana para instalar lavadoras mecánicas. Allí los mineros declaran una huelga ante los malos tratos recibidos por parte de uno de los ingenieros, exigiendo su destitución. Como medida de apoyo, Durruti se niega a continuar con el montaje mientras prosiga el paro de los mineros, gracias a lo cual se traslada finalmente al ingeniero. A su regreso a León, Mijé le llama la atención por lo sucedido y le advierte de que la Guardia Civil se interesaba por él. Los dirigentes de la Unión Metalúrgica lo amonestan por su conducta, y su antiguo maestro, Melchor Martínez, le aconseja que emigre ante la actitud de las autoridades.
Su padre le consigue una plaza como mecánico ajustador en el Ferrocarril del Norte y decide aceptarla. En estas circunstancias le sorprende la huelga general revolucionaria de 1917. Por la rebeldía demostrada durante dicha huelga, Durruti pierde su puesto de trabajo en la Compañía ferroviaria. Además, la Junta Directiva de la Unión Ferroviaria (perteneciente a la UGT), de la que era afiliado, expulsa al grupo de jóvenes que había ejercido mayor resistencia durante la huelga, incluyéndolo a él, por defender posiciones revolucionarias y alegando indisciplina.
Tras estos hechos se refugia brevemente en Gijón y luego pasa la frontera a Francia, huyendo del servicio militar. Allí permanece de diciembre de 1917 a enero de 1919, mientas continúa en contacto con militantes leoneses. De vuelta a España, se afilia a la Confederación Nacional del Trabajo tras instalarse en La Felguera, donde existía un gran número de obreros metalúrgicos y el anarcosindicalismo tenía gran influencia.
Sospechoso por sus actividades revolucionarias, la Guardia Civil lo detiene y lo envía a La Coruña, y de allí a San Sebastián al descubrirse su deserción del ejército. En el Consejo de Guerra alegó tener una hernia para ganar tiempo y poder fugarse, tras advertir a su hermana Rosa para que obtuviera ayuda de sus amigos de León. En junio, se exilia de nuevo en Francia, instalándose en París y trabajando en los talleres de Renault. Continúa recibiendo información sobre los acuerdos tomados por grupos anarquistas españoles y la decisión de la CNT de adherirse a la III Internacional (a cuyo II Congreso en Moscú fue enviado como delegado Ángel Pestaña). Estas noticias lo animan a regresar a España en 1920.
Se traslada en 1920 a Barcelona, donde se afilia a la CNT. En 1922 forma junto con Juan García Oliver, Francisco Ascaso y Ricardo Sanz el grupo «Los Solidarios», con el que un año más tarde perpetró un atraco a la sucursal del Banco de España en Gijón. Se le imputa también el asesinato del arzobispo de Zaragoza, Juan Soldevila y Romero. Tiene que huir a Argentina y luego a Chile, donde, junto a compañeros anarquistas, lleva a cabo el primer asalto bancario en la historia de ese país. El atraco es parte de una campaña para reunir recursos y liberar a compañeros que se encuentran encarcelados en España. Continúa luego su paso por otros países hispanoamericanos y europeos. En Francia lo encarcelan junto a Francisco Ascaso y Gregorio Jover por participar en actividades revolucionarias en España, por lo cual comienza una gran campaña internacional a favor de su amnistía, que concluye con la liberación de los tres presos anarquistas.
En 1931 vuelve a España y se integra en el sector faísta (próximo a la FAI) de la CNT —beligerante con la Segunda República— y toma parte en las insurrecciones de Figols de 1932 y 1933. Es detenido en Barcelona en la tarde del 13 de diciembre de 1933, a consecuencia de la insurrección anarcosindicalista. El gobierno republicano lo deporta como preso preventivo junto a otros anarcosindicalistas a Guinea Ecuatorial y Canarias, en el barco mercante Buenos Aires . Durante todo el periodo republicano participa activamente en huelgas, mítines y conferencias por el territorio nacional y pasa numerosas veces por la cárcel.

### Su actuación en la guerra civil española
Al estallar la Guerra Civil en 1936 es uno de los principales protagonistas de los sucesos revolucionarios de julio, formando parte del grupo «Nosotros» (sucesores de «Los Solidarios») y de la dirección en la defensa de la ciudad de Barcelona, donde fallece su compañero Francisco Ascaso en los enfrentamientos callejeros con los sublevados. El 20 de julio, ya derrotado el alzamiento en Barcelona y siendo la CNT la dueña de la situación, sobre todo tras apoderarse del Parque de artillería de San Andrés, sus principales dirigentes se entrevistan con el presidente de la Generalidad catalana, Lluís Companys. En una segunda entrevista al día siguiente, después del pleno de las Federaciones locales de la CNT, Durruti junto con otros dirigentes principales de la CNT proponen nombrar un Comité Central de Milicias Antifascistas de Cataluña, aceptado por las restantes organizaciones. Este comité (formado por libertarios, republicanos, nacionalistas y marxistas) se convierte en el verdadero poder en Cataluña, ratificando posteriormente la Generalidad lo que decide.
En estos primeros meses de la guerra hubo continuos choques entre la dirección de la FAI y el propio Durruti. Este exigía que se enviaran todas las armas al frente, mientras que los jefes faístas preferían dejarlas en la retaguardia; la CNT y la FAI decidieron que sus principales cuadros no debían ir al frente a dirigir la lucha, sino que tenían que conservarse para pugnar con los restantes partidos políticos en la posguerra. Como ha dicho Diego Abad de Santillán, «primaba el propósito del reparto de la piel del oso, antes de darle caza». Como reconocería posteriormente un informe del Comité Peninsular de la FAI, en septiembre de 1937:

Cara pagamos también la fidelidad a nuestras ideas mantenidas durante tanto tiempo. ¿Acaso las huestes facciosas hubieran podido hacer su carrera desde Sevilla a Badajoz y desde Badajoz a las puertas de Madrid, si nosotros no nos hubiéramos opuesto durante tanto tiempo, tan encarnizadamente, a que se organizase el ejército que necesitábamos para la lucha contra el enemigo? Nuestras milicias desordenadas, que celebraban plenos y asambleas antes de hacer las operaciones, que discutían todas las órdenes y que muchas veces se negaban a cumplirlas, no podían hacer frente al formidable aparato militar que Alemania e Italia facilitaban a los rebeldes. Durruti fue el primero que comprendió esto y el primero que dijo: hay que organizar un ejército; la guerra la hacen los soldados, no los anarquistas...

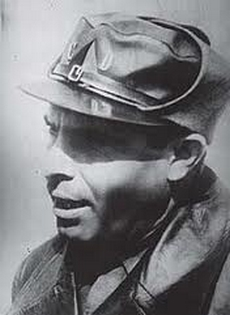

Cansado de las disputas internas y el desgaste del Comité de Milicias Antifascistas (de la cual era jefe del departamento de transportes) debido a la guerra civil, decide ir al frente con el bando republicano para liberar Zaragoza, otro gran núcleo urbano anarquista, de los sublevados. Se forma entonces la famosa columna Durruti. La columna, que no dispone de suficientes armas y menos aún de artillería, no está en condiciones de asaltar Zaragoza y tiene que limitarse a tomar todos los pueblos por donde pasaba. En ellos se despoja a los propietarios de sus tierras, que se colectivizan, se suprime la propiedad privada y se instaura el comunismo libertario. En noviembre de aquel año marcha a Madrid con su columna a contener la ofensiva de las tropas sublevadas.

### Muerte

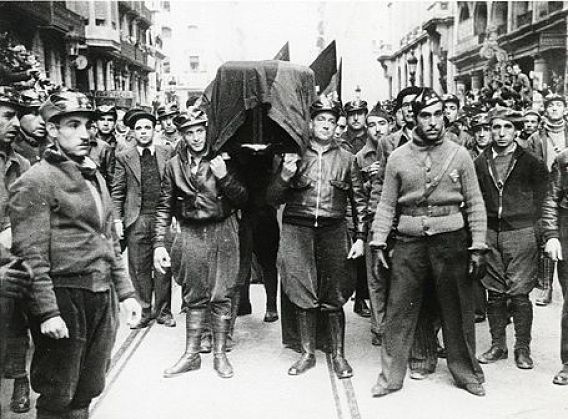
Funeral de Durruti, Barcelona, 23 de noviembre de 1936.

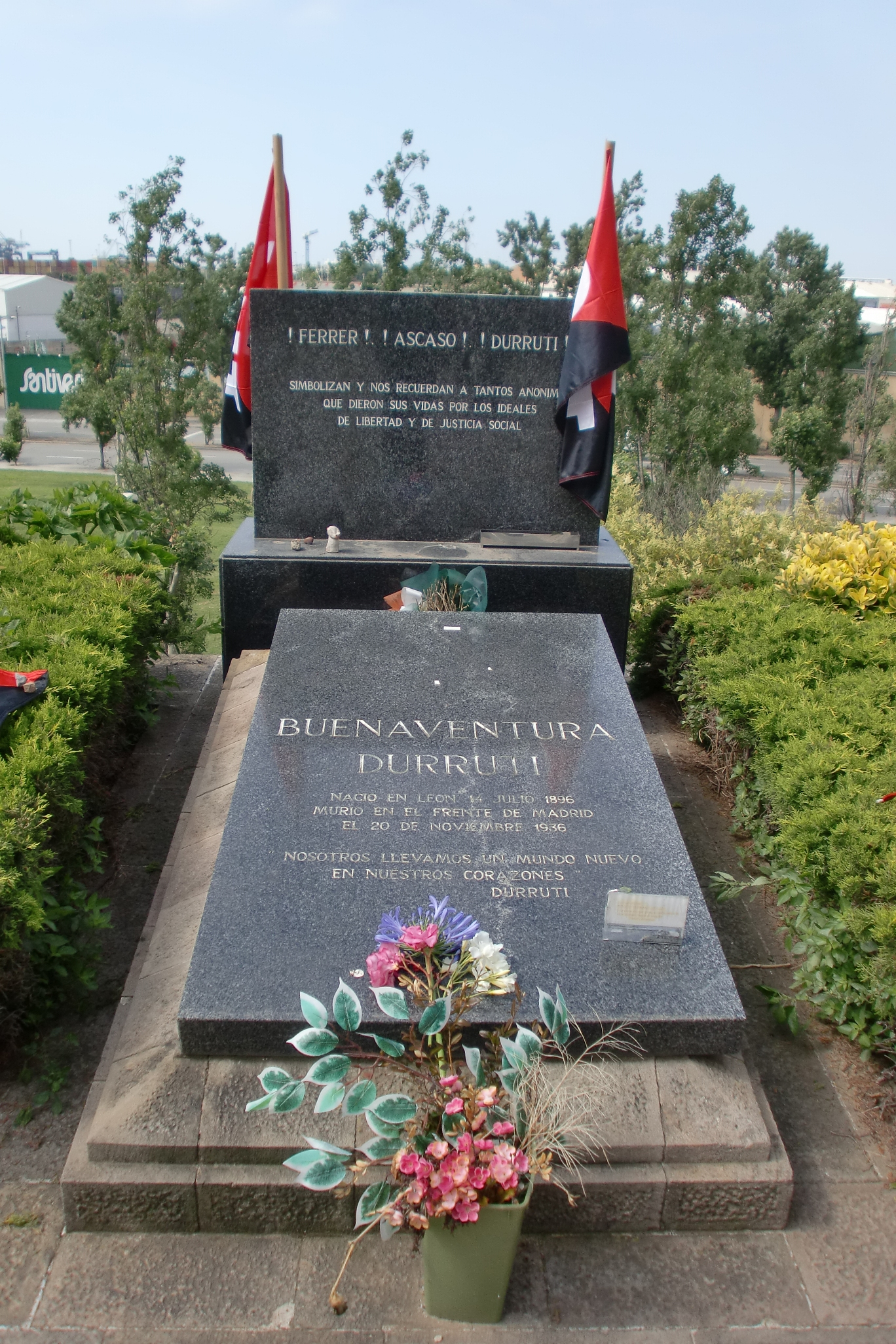
Tumba de Durruti en el cementerio de Montjuic (Barcelona).

Aproximadamente a la una de la tarde del 19 de noviembre de 1936 (en plena batalla de la Ciudad Universitaria de Madrid), en la calle Isaac Peral, menos de dos horas después de dar una entrevista en la calle para el noticiario filmado del PCUS, hieren a Durruti en el pecho con una bala de dudosa procedencia; lo llevan en estado grave al Hotel Ritz, sede del hospital de sangre de las milicias catalanas, donde muere a las cuatro de la mañana del día siguiente. La autopsia reveló que la muerte se debió a los destrozos causados por una bala calibre nueve largo, que penetró por el tórax y lesionó importantes vísceras. Su cuerpo se entregó a los servicios especializados del municipio de Madrid para su embalsamamiento, ya que sería trasladado y enterrado en Barcelona. Su deceso fue ocultado en un primer momento a la población y a la milicia para evitar desánimos, pero la noticia se extendió rápidamente. A su entierro en Barcelona acudieron decenas de miles de personas.
La muerte de Durruti ocurrió en oscuras circunstancias que han propiciado la aparición de diversas hipótesis para explicar su deceso. Según la CNT, escuetamente fue una «bala fascista». Las emisoras de radio de la zona franquista atribuyeron el hecho a los comunistas, quienes a su vez aseguraron que los autores habían sido trotskistas o hasta los propios anarquistas por su enfrentamiento con la dirección. Según el diario tradicionalista La Unión, lo habrían asesinado sus compañeros venidos de Barcelona por no haber llegado a un acuerdo sobre el reparto del botín obtenido en el saqueo de los palacios de los duques de Alba y Medinaceli y del marqués de Urquijo. Se ha dicho también que fue víctima de unos desertores que él mismo intentaba detener. Asimismo se asegura que fue un disparo salido de su propia arma: algunos afirman que se le cayó su "naranjero", mientras que otros aseveran que Durruti solo portaba una Colt 45. Aunque Cipriano Mera comenta en su libro Guerra, exilio y cárcel de un anarcosindicalista la versión oficial de que Durruti recibió un disparo desde el Hospital Clínico a manos del enemigo, el chófer de Durruti afirmó sesenta años después que fue una muerte accidental. De hecho, tanto Durruti como su escolta estaban armados con una copia local del subfusil MP28, que empleaba proyectiles del nueve largo. El MP 28 operaba por el sistema de cerrojo abierto que es muy inseguro, ya que basta una sacudida para que el arma se dispare accidentalmente.Esta versión coincide con la expuesta por Ramón J. Sender en su libro Álbum de radiografías secretas. En él, Sender reconoce ser el autor del obituario en que se atribuía el origen fascista del disparo por sugerencia del agente bolchevique Vittorio Vidali para, a continuación, indicar la causa fortuita del disparo mortal. 

## Estudios sobre Durruti
Buenaventura Durruti es una de las grandes referencias del anarquismo español. Existe abundante literatura sobre su figura, siendo el estudio más significativo por el momento la obra de Abel Paz.

### Libros
- Durruti en la revolución española. Paz, Abel. Madrid: Fundación Anselmo Lorenzo (FAL), 2004. Nueva edición aumentada, Fundación Anselmo Lorenzo, 2016. ISBN 9788486864965
- El corto verano de la anarquía: vida y muerte de Buenaventura Durruti (novela). Enzensberger, Hans Magnus. Barcelona: Grijalbo, 1975. ISBN 84-339-6706-1.
- Durruti en el laberinto. Miguel Amorós. Bilbao, Editorial Muturreko Burutazioak, 2006. Nueva edición aumentada, Virus editorial, 2014. ISBN 84-96044-73-4
- Durruti 1986-1936. Rai Ferrer. Madrid: Editorial Libertarias - Prodhufi, 1996. ISBN 978-84-7954-306-8
- Durruti. Julio C. Arecete. Barcelona, Bruguera, 1975. ISBN 84-02-04322-4
- El hombre que mató a Durruti. Pedro de Paz, ed. Germanía, 2004. ISBN 84-96147-23-1
- La muerte de Durruti. Joan Llarch. ed. Plaza & Janés, 1976. ISBN 84-01-44166-8; ed. Aura, Barcelona 1973. ISBN 84-214-0042-8
- Durruti. La furia libertaria. César Vidal, ed. Temas de Hoy, 1996. ISBN 84-7880-693-8.
- El lenguaje de los hechos. Ocho ensayos entorno a Buenaventura Durruti. Antonio Morales y Javier Ortega (coordinadores). Madrid, Libros de la catarata, 1996. ISBN 9788481981872
- El devenir revolucionario de Buenaventura Durruti. Mercedes de los Santos y Javier Ortega. Editorial Hiru, 1997. ISBN 978-84-89753-82-2
- Lluvia de agosto (novela). Francisco Álvarez. Xixón, Editorial Hoja de lata, 2016. ISBN 9788416537129
- Buenaventura Durruti. El héroe del pueblo (collage de citas, textos, canciones, fotos, carteles). Madrid, Fundación Anselmo Lorenzo. ISBN 978-84-86864-77-4
- Pepe Buenaventura Durruti (Cómic). Carlos Azagra (Dibujo), Encarna Revuelta (Color) y Juanarete (Guion). GP Ediciones, 2019. ISBN 978 84 948484 6 9.

### Cine
- Buenaventura Durruti, anarquista. 1999. Dirigida por Jean Louis Comolli, con Albert Boadella y Els Joglars y romancero de Chicho Ferlosio.[22]
- Durruti en la Revolución Española (documental). 1998. Dirigida por Paco Ríos, guion de Abel Paz. Ediciones Antorcha, 2016. 0280398292016
- En la película Memorias del General Escobar (1984) de José Luis Madrid aparece en unas pocas escenas el personaje de Durruti interpretado por Antonio Iranzo y también se intercalan fragmentos documentales reales del día de su entierro.

### Música
- La canción Poder Pal' Pueblo de Ska-P de 1998. Se menciona a Durruti en la letra. "Viva Durruti"
- La canción España Va Bien de Ska-P de 1998. Se menciona a Durutti en el estribillo de la canción. "A la tumba de Durruti nos vamos a emborrachar'
- La canción Corazón Indomable de Los Muertos de Cristo de 2004. Se menciona a Durruti a lo largo de la canción siendo esta un relato del último día en vida de Durruti y de como reaccionó el pueblo español ante su muerte.